# Gabinet Theodore’a Roosevelta
Gabinet Theodore’a Roosevelta – powołany i zaprzysiężony w 1901, po wyborach w 1900.

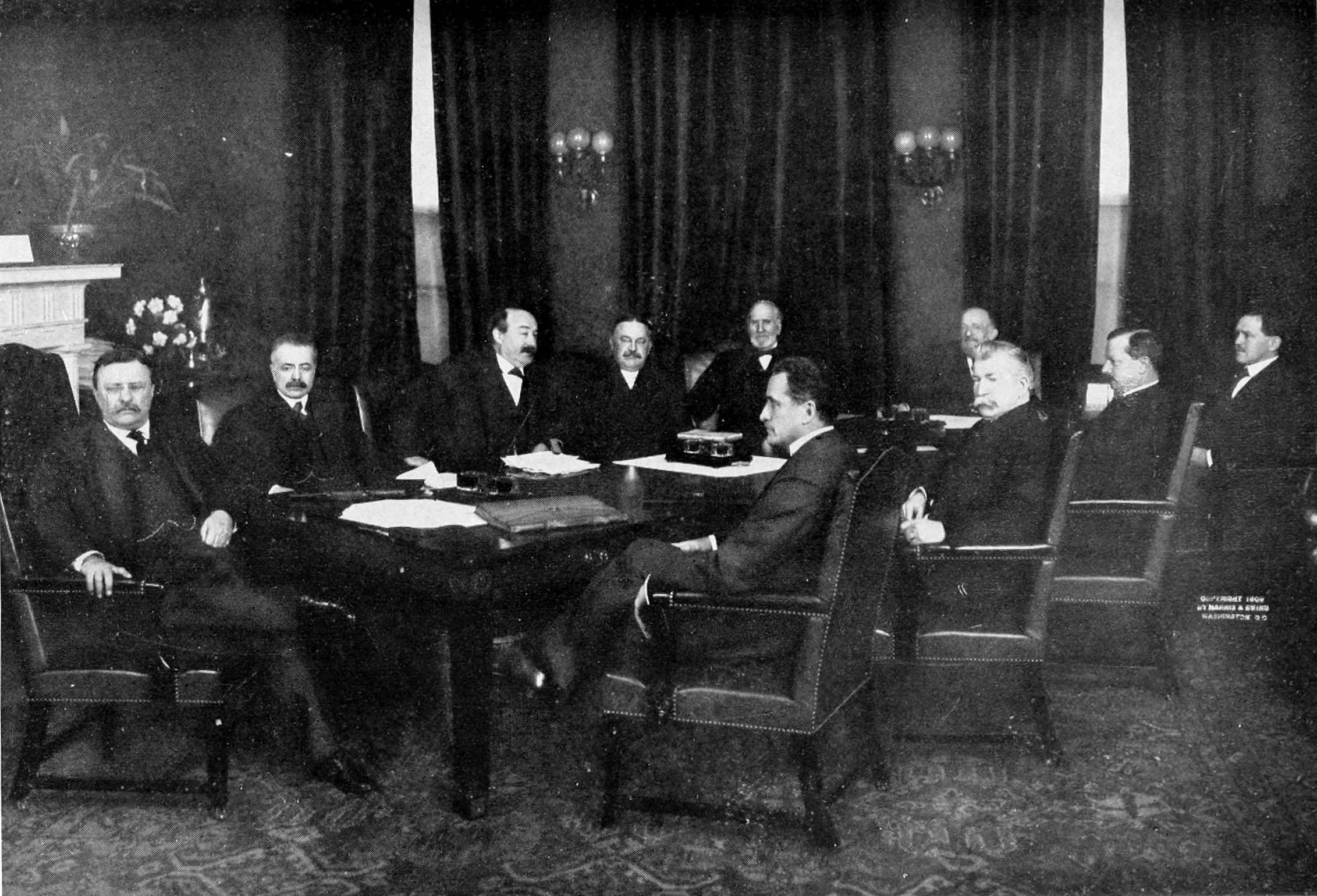
Theodore Roosevelt i jego gabinet w 1909 roku.

| Departament/Funkcja            | Imię i nazwisko                                                                                                | Kadencja                                                                |
| ------------------------------ | --- | ----------------------------------------------------------------------- |
| Prezydent                      | Theodore Roosevelt                                                                                             | 1901 – 1909                                                             |
| Wiceprezydent                  | wakat Charles Warren Fairbanks                                                                                 | 1901 – 1905 1905 – 1909                                                 |
| Sekretarz stanu                | John Milton Hay Elihu Root Robert Bacon                                                                        | 1901 – 1905 1905 – 1909 1909                                            |
| Sekretarz skarbu               | Lyman Judson Gage Leslie Mortier Shaw George B. Cortelyou                                                      | 1901 – 1902 1902 – 1907 1907 – 1909                                     |
| Sekretarz wojny                | Elihu Root William Howard Taft Luke Edward Wright                                                              | 1901 – 1904 1904 – 1908 1908 – 1909                                     |
| Prokurator generalny           | Philander C. Knox William Henry Moody Charles Joseph Bonaparte                                                 | 1901 – 1904 1904 – 1906 1906 – 1909                                     |
| Dyrektor Generalny Poczty      | Charles Emory Smith Henry Clay Payne Robert John Wynne George B. Cortelyou George von Lengerke Meyer           | 1901 – 1902 1902 – 1904 1904 – 1905 1905 – 1907 1907 – 1909             |
| Sekretarz marynarki            | John Davis Long William Henry Moody Paul Morton Charles Joseph Bonaparte Victor Howard Metcalf John Davis Long | 1901 – 1902 1902 – 1904 1904 – 1905 1905 – 1906 1906 – 1908 1908 – 1909 |
| Sekretarz zasobów wewnętrznych | Ethan A. Hitchcock James Rudolph Garfield                                                                      | 1901 – 1907 1907 – 1909                                                 |
| Sekretarz rolnictwa            | James Wilson                                                                                                   | 1901 – 1909                                                             |
| Sekretarz handlu i pracy       | George B. Cortelyou Victor H. Metcalf Oscar Straus                                                             | 1903 – 1904 1904 – 1906 1906 – 1909                                     |